# Amerila femina
Amerila femina är en fjärilsart som beskrevs av Emilio Berio 1935. Amerila femina ingår i släktet Amerila och familjen björnspinnare. Inga underarter finns listade i Catalogue of Life.